# Sentimento (singolo Valerio Scanu)
Sentimento è un singolo del cantante italiano Valerio Scanu, pubblicato il 3 aprile 2009 come primo estratto dall'EP omonimo.

## Descrizione
Scritto da Alessandra Dini e composto da Andrea del Principe, il singolo è stato presentato per la prima volta durante la fase finale del programma televisivo Amici di Maria De Filippi, al quale il cantante ha preso parte classificandosi secondo.
Il singolo ha riscontrato un buon successo commerciale, esordendo alla prima posizione della Top Singoli e rimanendo tra i primi 15 posti della stessa classifica per cinque settimane.

## Tracce
Testi di Alessandra Dini, musiche di Andrea Del Principe.
1. Sentimento – 4:11

## Classifiche
| Classifica (2009) | Posizione massima |
| ----------------- | ----------------- |
| Italia            | 1                 |